# Mortroux
Mortroux ist eine Gemeinde in Frankreich. Sie gehört zur Region Nouvelle-Aquitaine, zum Département Creuse, zum Arrondissement Guéret und zum Kanton Bonnat. Sie grenzt im Norden an La Forêt-du-Temple, im Nordosten an Nouziers, im Osten an Moutier-Malcard, im Süden an Linard-Malval und im Westen an Lourdoueix-Saint-Pierre. 
Die Bewohner nennen sich Morterolais oder Morterolaises. Mortroux ist Teil des Gemeindeverbandes Portes de la Creuse en Marche.

## Bevölkerungsentwicklung
| Jahr      | 1962 | 1968 | 1975 | 1982 | 1990 | 1999 | 2008 | 2012 |
| --------- | ---- | ---- | ---- | ---- | ---- | ---- | ---- | ---- |
| Einwohner | 511  | 484  | 420  | 384  | 311  | 318  | 309  | 298  |